# Milan Jovanović
Milan Jovanović (srpski: Милан Јовановић) (Bajina Bašta, 18. travnja 1981.), srbijanski umirovljeni nogometaš i bivši reprezentativac.

## Klupska karijera
Profesionalnu karijeru je započeo u lokalnom klubu Kosmos iz Bajine Bašte, potom nastupa za valjevsku Budućnost, da bi 1999. godine prešao u Vojvodinu. U njoj je ostao do 2003. godine i u tom periodu je skupio 41 nastup i postigao 10 golova. Potom jednu sezonu boravi prvo u Šahtaru, a zatim u Lokomotiv Moskvi, no u oba je kluba skupio ukupno 9 nastupa (u Šahtaru 6,  u Lokomotivi 3), postigavši samo 1 pogodak (u Šahtaru). Zatim 2006. godine prelazi u belgijski Standard Liège, gdje je konačno dobio pravu šansu. U sezoni 2006/07. je u 39 službenih utakmica postigao 24 gola, da bi sljedeće sezone bio izabran za najboljeg nogometaša belgijske lige. Iste godine sa Standardom osvaja titulu prvaka Belgije. To je bila prva titula Standarda još od daleke 1982. godine. Naredne godine sa Standardom osvaja superkup i drugu uzastopnu titulu.
Nakon završene sezone 2008/2009. Jovanović dolazi u sukob s direktorom Standarda. Poslije dvije odlične sezone i sjajnih nastupa za reprezentaciju Jovanović je želio napustiti klub i prijeći u neku od kvalitetnijih liga, ali mu uprava to nije dozvolila. Tijekom ljeta, Jovanović je pregovarao s Aston Villom, VfB Stuttgartom i Evertonom, ali je na kraju još jednu sezonu proveo u Belgiji. Nakon 116 nastupa i 52 gola u 4 godine igre za Standard, Jovanović je 2010. godine potpisao predugovor s engleskim Liverpoolom za kojeg je u srpnju 2010. i službeno potpisao.

## Reprezentacija
Za seniorsku reprezentaciju Srbije debitirao je 2. lipnja 2007. u Helsinkiju protiv reprezentacije Finske. Tada je ušao u igru umjesto Marka Pantelića. Do kraja utakmice upisao se i u strijelce i zapečatio konačni rezultat, pobjedu Srbije od 2:0
Kada je iskusni Radomir Antić preuzeo izborničko mjesto reprezentacije, Jovanović je postao standardni prvotimac. U kvalifikacijama za SP 2010., Jovanović je postigao 5 pogodaka i tako postao najefikasniji srpski strijelac na kvalifikacijama. Pobjedom nad Rumunjskom u Beogradu od 5:0, gdje je Jovanović postigao 2 pogotka, Srbija se po prvi put u povijesti (kao samostalna država) plasirala na Svjetsko prvenstvo.
Milan Jovanović je 18. lipnja 2010. godine postao prvi strijelac Srbije na nekom svjetskom prvenstvu. U utakmici protiv Njemačke, Jovanović je lijepo primio spuštenu loptu Nikole Žigića (koji je loptu dobio od Krasića), smirio ju i volejem matirao njemačkog vratara Neuera i tako ušao u povijest. Srbija je u toj utakmici slavila s 1:0 i tako ostvarila i svoju prvu, povijesnu, pobjedu an SP-u kao samostalna država.

### Reprezentativni golovi
| #   | Datum               | Stadion                                    | Protivnik    | Rezultat | Ishod | Natjecanje                                           |
| --- | ------------------- | ------------------------------------------ | ------------ | -------- | ----- | ---------------------------------------------------- |
| 1.  | 2. lipnja 2007.     | Helsinki Olympic Stadium, Helsinki         | Finska       | 2:0      | 2:0   | Kvalifikacije za EURO 2008.                          |
| 2.  | 15. listopada 2008. | Ernst Happel Stadion, Beč                  | Austrija     | 2:0      | 3:1   | Kvalifikacije za Svjetsko prvenstvo u nogometu 2010. |
| 3.  | 19. studenog 2008.  | Stadion Partizana, Beograd                 | Bugarska     | 1:0      | 6:1   | Prijateljska                                         |
| 4.  | 19. studenog 2008.  | Stadion Partizana, Beograd                 | Bugarska     | 2:1      | 6:1   | Prijateljska                                         |
| 5.  | 10. veljače 2009.   | GSP Stadium, Nikozija                      | Cipar        | 1:0      | 2:0   | Prijateljska                                         |
| 6.  | 28. ožujka 2009.    | Stadionul Farul, Constanţa                 | Rumunjska    | 1:0      | 3:2   | Kvalifikacije za Svjetsko prvenstvo u nogometu 2010. |
| 7.  | 10. lipnja 2009.    | Tórsvøllur, Tórshavn                       | Farski otoci | 1:0      | 2:0   | Kvalifikacije za Svjetsko prvenstvo u nogometu 2010. |
| 8.  | 10. listopada 2009. | Stadion Crvena zvezda, Beograd             | Rumunjska    | 4:0      | 5:0   | Kvalifikacije za Svjetsko prvenstvo u nogometu 2010. |
| 9.  | 10. listopada 2009. | Stadion Crvena zvezda, Beograd             | Rumunjska    | 5:0      | 5:0   | Kvalifikacije za Svjetsko prvenstvo u nogometu 2010. |
| 10. | 18. lipnja 2010.    | Nelson Mandela Bay Stadium, Port Elizabeth | Njemačka     | 1:0      | 1:0   | Svjetsko prvenstvo u nogometu 2010.                  |
| 11. | 6. rujna 2011.      | Stadion Partizana, Beograd                 | Farski otoci | 1:0      | 3:1   | Kvalifikacije za EURO 2012.                          |